# Agapetus uiguricus
Agapetus uiguricus là một loài Trichoptera trong họ Glossosomatidae. Chúng phân bố ở miền Cổ bắc.